# Marija Muzyčuková
Marija Muzyčuková (ukrajinsky Марія Музичук) * 21. září 1992 ve Stryji) je ukrajinská šachistka, účastnice dvou šachových olympiád žen, přičemž v roce 2010 byla nejlepší hráčkou na 5. místě sestavy. Mistryně světa v šachu (5. dubna 2015 — 14. března 2016).

## Tituly
V roce 2007 získala titul mezinárodní velmistryně. Titul mezinárodního mistra získala v roce 2008. V roce 2015 se v Soči stala mistryní světa v šachu a tím zároveň získala titul šachového velmistra.

## Šachové olympiády žen
| Rok  | Olympiáda | Místo           | Deska | ELO  | body/ partie | pořadí na šachovnici | pořadí družstvo |
| 2010 | 39.       | Chanty-Mansijsk | 5.    | 2464 | 6,5/9        | 1.                   | 9.              |
| 2012 | 40.       | Istanbul        | 2.    | 2466 | 6,0/9        | 2.                   | 3.              |
| 2014 | 41.       | Tromsø          | 2.    | 2464 | 6,5/9        | 8.                   | 3.              |